# Bojanów (gmina)
Bojanów (do 1950 gmina Stany) – gmina wiejska w województwie podkarpackim, w powiecie stalowowolskim. W latach 1975–1998 gmina położona była w województwie tarnobrzeskim.
Siedziba gminy to Bojanów.
Według danych z 31 grudnia 2020 gminę zamieszkiwało 7621 osób.

## Struktura powierzchni
Według danych z roku 2007 gmina Bojanów ma obszar 178,6 km², w tym:
- użytki rolne: 30%
- użytki leśne: 55%

Gmina stanowi 21,56% powierzchni powiatu.

## Demografia

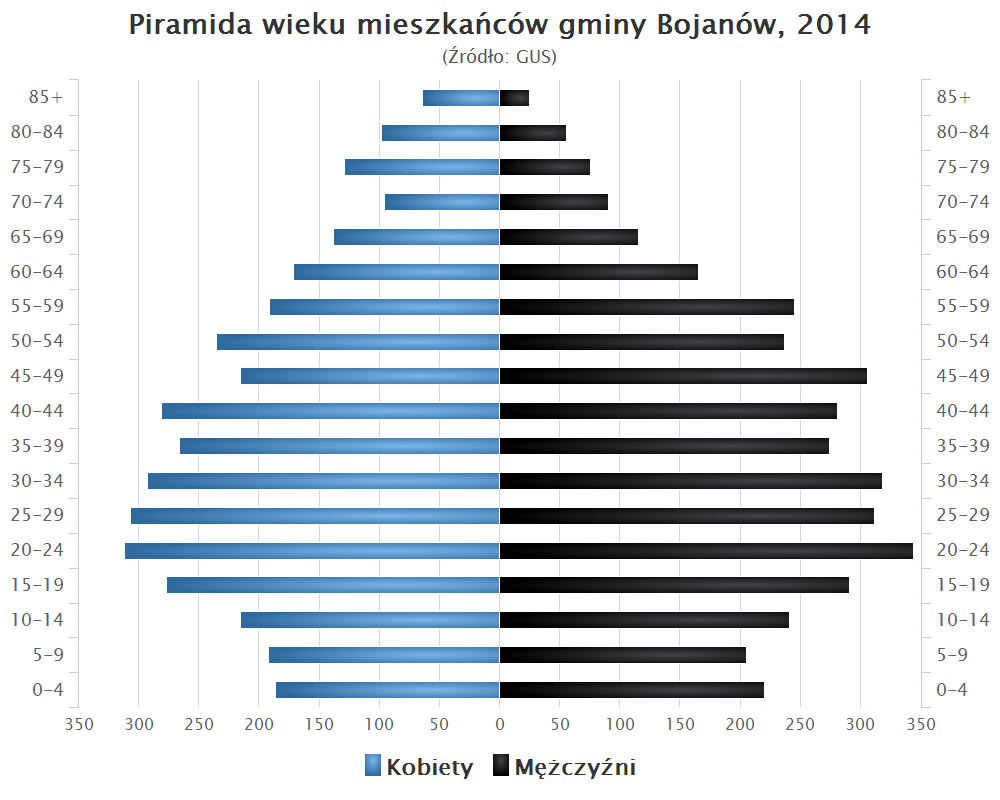
Piramida wieku mieszkańców gminy Bojanów w 2014 roku

Liczba ludności (dane z 31 grudnia 2020):
|        | Ogółem | Ogółem | Kobiety | Kobiety | Mężczyźni | Mężczyźni |
| osób   | %      | osób   | %       | osób    | %         |           |
| ------ | ------ | ------ | ------- | ------- | --------- | --------- |
| Ogółem | 7621   | 100    | 3746    | 49,15   | 3875      | 50,85     |
| Miasto | 0      | 0      | 0       | 0       | 0         | 0         |
| Wieś   | 7621   | 100    | 3746    | 49,15   | 3875      | 50,85     |

▶Wieś vs ▶miasto
Ogółem (▶k, ▶m)
Wieś (▶k, ▶m)

## Sołectwa
Bojanów, Bojanów za Rzeką, Burdze, Cisów-Las, Gwoździec, Korabina, Kozły – Załęże, Kołodzieje, Laski, Maziarnia, Przyszów, Ruda, Stany.

## Sąsiednie gminy
Dzikowiec, Grębów, Jeżowe, Majdan Królewski, Nisko, Nowa Dęba, Stalowa Wola